# AIDC F-CK-1 Ťing-kuo
AIDC F-CK-1 Ťing-kuo je víceúčelový dvoumotorový proudový stíhací letoun provozovaný letectvem Čínské republiky. Letoun byl vyvinut jako nouzové řešení domácím průmyslem a je pojmenován po prezidentu Ťiang Ťing-kuo. Vyrobeno bylo celkem 130 kusů. Letoun je též označován jako Indigenous Defence Fighter (IDF). Zpočátku byla zkratka IDF veřejností vykládána jako I Don't Fly (nelétám). Jedná se o první pokročilý stíhací letoun vyvinutým průmyslem Čínské republiky.

## Vývoj

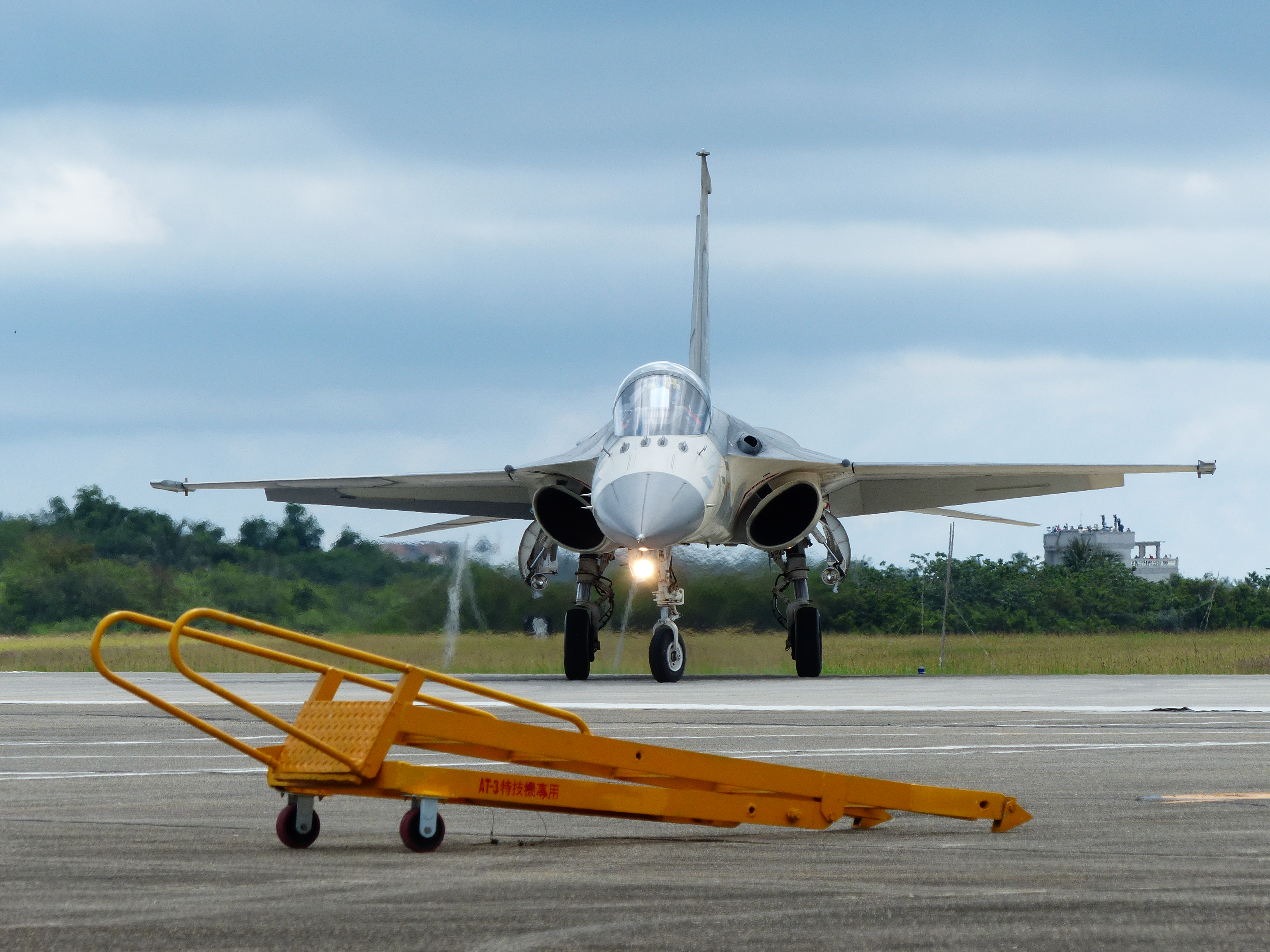
F-CK-1A Ťing-kuo

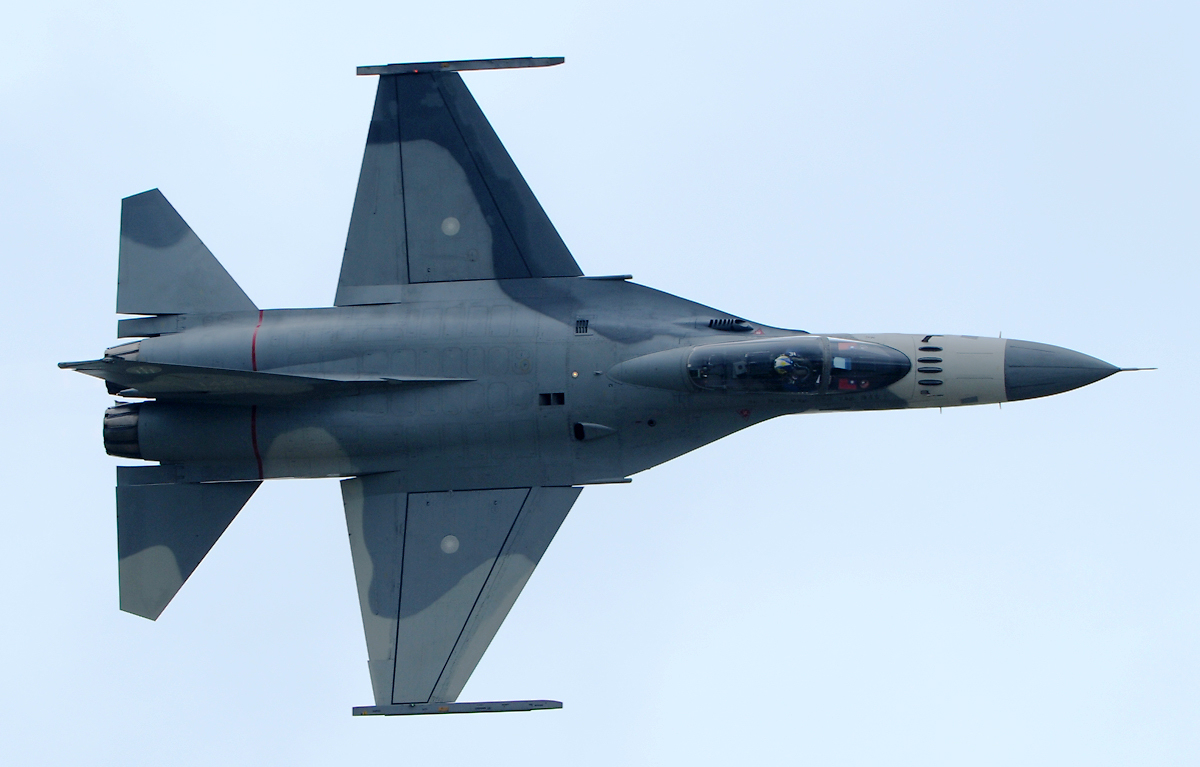
F-CK-1A Ťing-kuo

Kvůli odporu ČLR, která Čínskou republiku považuje za svou odštěpenou provincii, má Čínská republika dlouhodobě problémy se získáním moderních typů zbraní. Na počátku 80. let země usilovala o získání moderních amerických lehkých stíhacích letounů General Dynamics F-16 Fighting Falcon a Northrop F-20 Tigershark, které měly perspektivně nahradit stávající typy Northrop F-5 a Lockheed F-104 Starfighter, jejich  prodej však roku 1982 odmítla americká administrativa, neboť usilovala o zlepšení vztahů s komunistickou Čínou. Téhož roku tak domácí letecký výrobce Aerospace Industrial Development Corporation v Tchaj-čungu pod označením An-siang (bezpečný let) zahájil vývoj domácího bojového letounu.
Kvůli urychlení vývoje společnost rozsáhle spolupracovala s americkými zbrojovkami a vývoj byl rozdělen na čtyři dílčí projekty – projekt Jing-jang – vývoj draku letounu ve spolupráci s General Dynamics (letoun nezapře vizuální podobnost se stíhačkou F-16 Fighting Falcon), projekt Jün-chan – vývoj motorů ve spolupráci s Hughes Corporation, projekt Tchien-lej project – vývoj avioniky ve spolupráci s Westinghouse a projekt Tchien-ťien – vývoj zbraňových systémů. Dále se například na vývoji radaru podílela společnost General Electric.
Postaveny byly čtyři prototypy (A-1 až A-4, poslední dvojmístný). Slavnostní roll-out prvního prototypu proběhl v prosinci 1988. První let prvního prototypu, který postrádal radiolokátor a některé zbraňové systémy, provedl tovární zalétávač Wu Kchang-ming 28. května 1989. Dne 27. září byl zalétán druhý prototyp, následovaný 10. ledna 1990 třetím a poslední čtvrtý měl premiérový let 10. července 1990. Zkušební program byl narušen havárií druhého prototypu 12. července 1991, kdy došlo v hladině 5000 m k utržení levé výškovky. Pilot Wu Kche-čen sice letoun pomocí katapultáže poškozený stroj opustil, avšak utonul v moři.
Celkem bylo postaveno 130 letounů tohoto typu – z toho 102 jednomístných a 28 dvojmístných. Výroba byla roku 1990 zahájena 10 předsériovými kusy, dodanými roku 1993 a skončila roku 2000. Původně byla plánována stavba až 250 letounů F-CK-1, objednávka ale byla snížena poté, co na počátku 90. let země přece jen získala americké stíhačky F-16A/B a francouzské Dassault Mirage 2000.
Do výzbroje letectva byl tento typ přijat roku 1994 a ve stejném roku začaly dodávky sériových letounů. Jako první byla Ťing-kuo vyzbrojena 8. letka 3. taktického křídla. Následně byla typem vyzbrojena 7., 8. a 28. letka 3. křídla taktického stíhacího letectva na základně Čching-čchüan-kang. V průběhu let 1998 a 1999 nahradily stárnoucí F-5E a F u 1., 3. a 9. letky 1. křídla taktického stíhacího letectva na základně Tai-nan. Vyrobené letouny výrazně posílily obranyschopnost ostrova, zároveň však začaly zastarávat. Proto byly roku 2001 zahájeny práce na modernizaci letounů na standard F-CK-1C/D Siung-jing. Modernizace se týká především avioniky (tzv. digitální kokpit) a výzbroje letounů. Celkem má být modernizováno 71 kusů, přičemž náklady budou činit 588 milionů amerických dolarů. První dva modernizované prototypy byly vyrobeny roku 2006. Přestavba byla naplánována na roky 2009–2012.

## Konstrukce

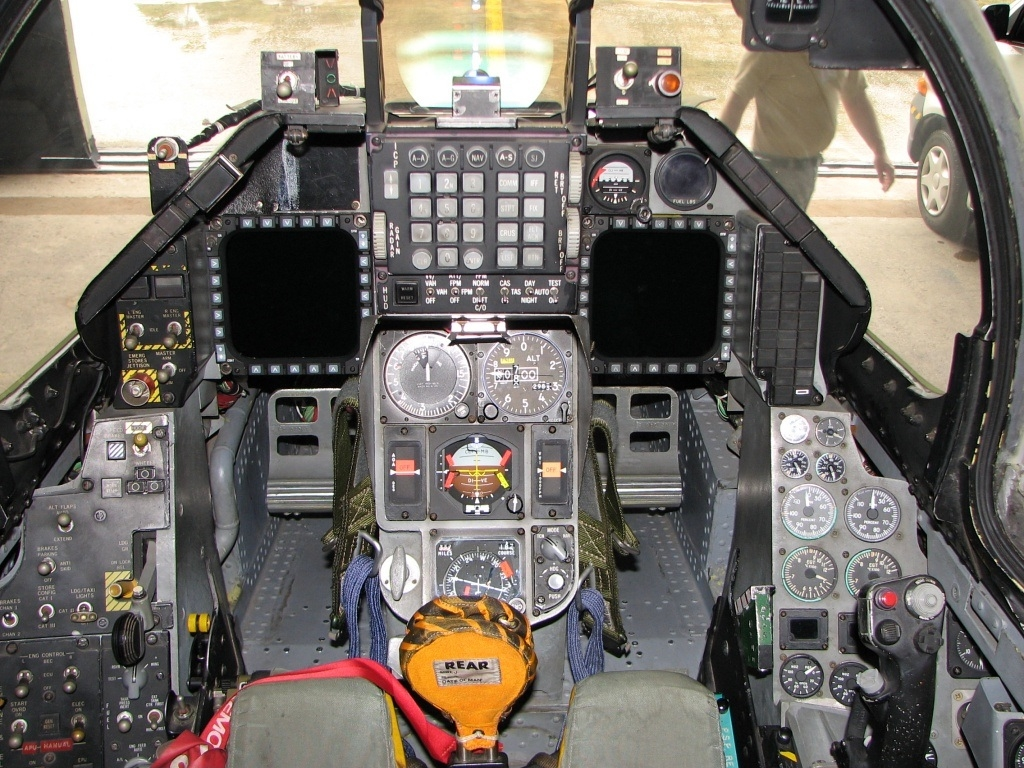
Kokpit F-CK-1A

### F-CK-1 A/B
Avionika letounu je řešena modulárně. Kokpit je vybaven digitálními displeji Bendix a ovládáním HOTAS. Pilot má k dispozici průhledový displej HUD a vystřelovací sedadlo Martin Baker Mark 12. Řízení je digitální fly-by-wire s trojnásobným zálohováním. V přídi se nachází dopplerovský radar GD-53 Zlatý drak, vyvinutý na základě amerických typů AN/APG-67 a AN/APG-66.
Letouny pohánějí dva dvouproudové motory Honeywell/ITEC F-125-70 s tahem 27 kN a 42,1 kN s přídavným spalováním. Výzbroj tvoří jeden 20mm kanón M61 Vulcan a další výzbroj na šesti závěsnících – dvou pod trupem, dvou pod křídly a dvou na koncích křídel. Verze F-CK-1A/B může nést čtyři protiletadlové řízené střely krátkého dosahu Tchien-ťien I (Skysword I), nebo čtyři AIM-9M Sidewinder s infračerveným naváděním a dvě střely středního dosahu Tchien-ťien II (Skysword II), nebo AIM-120C AMRAAM s aktivním radarovým naváděním. Proti pozemním cílům mohou použít různé druhy pum (Mk.82, Mk.84 a GBU-12A Paveway II) kazetových pum (CBU-87) a raket (např. AGM-65 Maverick). Na podkřídelních a podtrupových závěsnících mohou nést až tři protilodní střely Siung-feng II.

### F-CK-1C/D

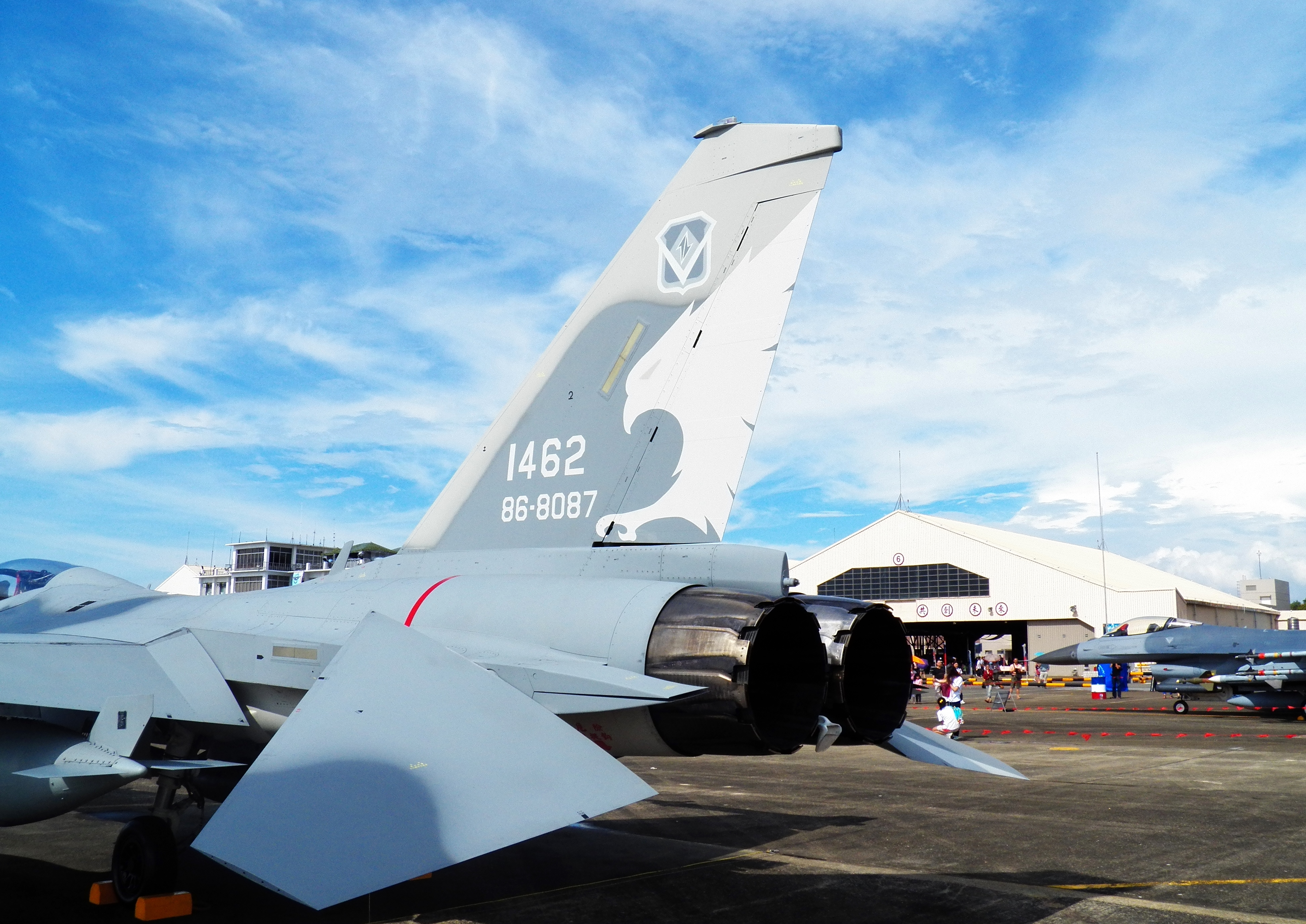
Zadní část F-CK-1A

Kvůli prodloužení doletu jsou letouny vybaveny konformními palivovými nádržemi. Podvozek byl zesílen. Zásadní změn doznala avionika – byl instalován nový tříbarevný HUD displej, vylepšený radar CD-53, nový palubní počítač a systém elektronického boje. Zesílena byla i výzbroj – letouny unesou o dvě řízené střely Tchien-ťien II více a nově mohou nést i protiradiolokační střely Tchien-ťien IIA a protiletadlové řízené střely dlouhého dosahu Wan-ťien (dosah 250 km).

## Varianty
- F-CK-1A/B Ťing-kuo – základní varianta.
- F-CK-1C/D Siung-jing – modernizovaná varianta.

## Specifikace

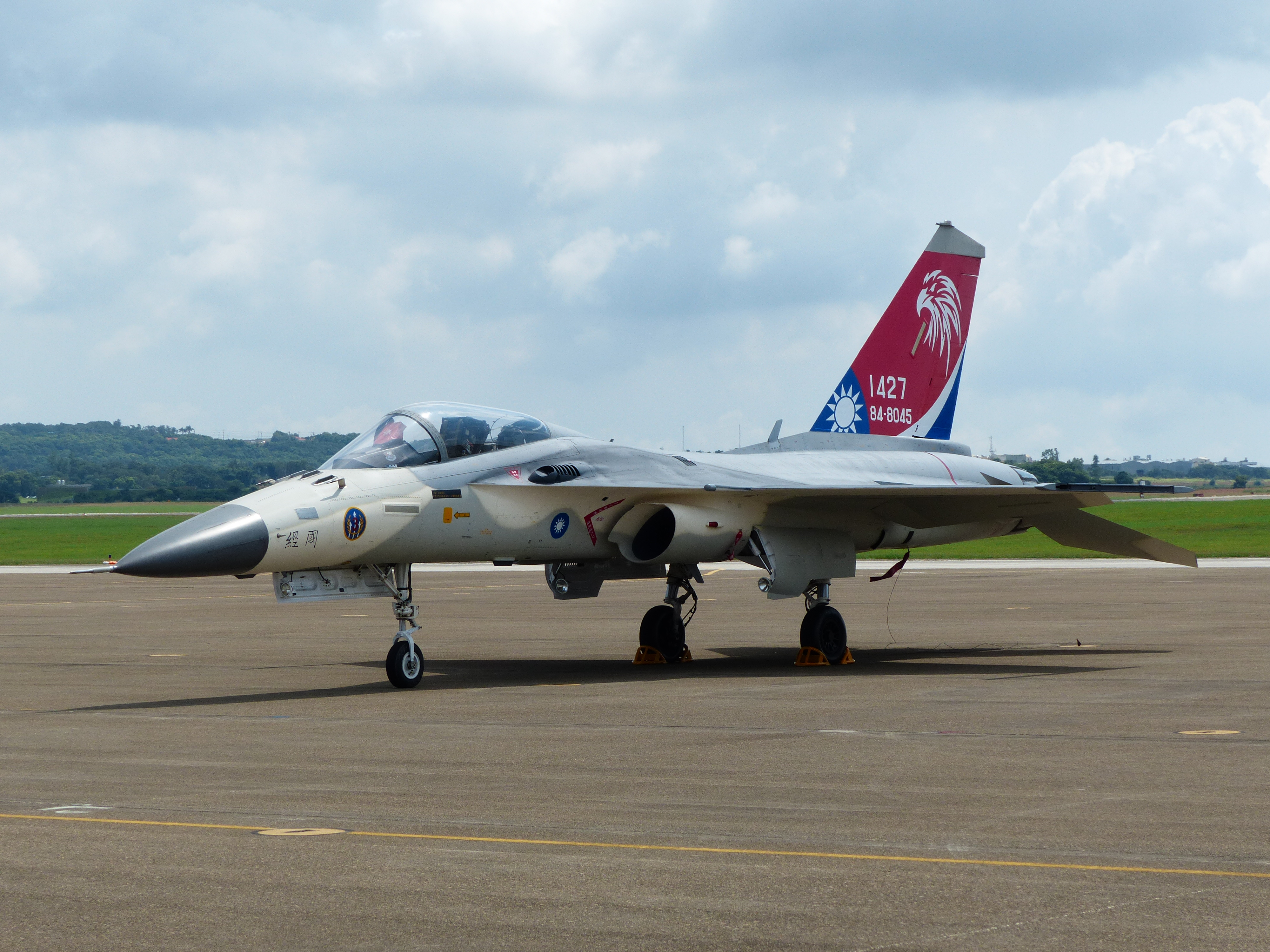
F-CK-1A

### Technické údaje
- Posádka: 1-2
- Délka: 14,21 m
- Rozpětí: 9,46 m
- Výška: 4,42 m
- Nosná plocha:  m²
- Hmotnost prázdného stroje: 6500 kg[1]
- Maximální vzletová hmotnost : 12 200 kg[1]
- Pohonná jednotka: 2× dvouproudový motor Honeywell/ITEC F125-70
- Výkon pohonné jednotky: 27 kN (42,1 kN s přídavným spalováním)

### Výkony
- Maximální rychlost: 2220 km/h[1]
- Dolet 1100 km[1]
- Dostup: 16 800 m[1]
- Stoupavost: 15 240 m/min
- Vytrvalost:

### Výzbroj
- 1× 20mm kanón M61 Vulcan
- ? kg výzbroje, 6 závěsníků